# Мики Руни
Мики Руни (енгл. Mickey Rooney; 23. септембар 1920 — 6. април 2014) био је амерички филмски, позоришни, телевизијски глумац и забављач. Своју каријеру, која је трајала више од 90 година, започео је још као дете, да би до 1939. постао глумац чији филмови највише зарађују на биоскопским благајнама. Појавио се у више од 200 филмова и био је један од последњих живих глумаца из ере немог филма са најдужом каријером икада.
На врхунцу каријере, као један од најуспешнијих глумаца студија МГМ, тумачио је улогу Ендија Хардија у серији од 15 филмова који су приказивали америчке породичне вредности. Са изванредним талентом Руни је касније у својој каријери постао познат карактерни глумац који је певао, плесао и свирао бројне музичке инструменте.
Руни је као дете наступао у водвиљу заједно са својим родитељима да би на филмском платну дебитовао 1927. Тумачио је главне улоге у филмовима „Сан летње ноћи“ (1935), „Град дечака“ (1938), „Национална Велвет“ (1944), а партнери су му били највеће звезде тога доба попут Џејмса Кегнија, Оливије де Хевиленд, Спенсера Трејсија, Џуди Гарланд, Елизабет Тејлор. Четири пута је био номинован за „Оскара“ за главне улоге у филмовима „Деца са оружјем“ (1939), „Људска комедија“ (1943) и споредне улоге у филмовима „Одважни и храбри“ (1956), „Црни пастув“ (1979).
После две године проведене у војсци током Другог светског рата Руни се вратио у Холивуд. Међутим, његова популарност је почела да опада. Упркос томе остварио је запажене споредне улоге у филмовима "Доручак код Тифанија" (1961), „Реквијем за тешку категорију“ (1962) и „Ово је луди, луди, луди свет“ (1963), „Арапска авантура“ (1979). Тумачио је на десетине улога на телевизији, радију и у позоришту, а млађим генерацијама је познат по серији „Авантуре црног пастува“ (1990-93) и филму „Ноћ у музеју“ (2006).
Освојио је две почасне награде Америчке академије за филмску уметност и науку, два Златна глобуса и једну награду Еми. За Емија је био номинован још четири пута, а 1980. је био номинован за награду Тони за улогу у бродвејском мјузиклу „Шећерне бебе“. Године 1960. награђен је са три звезде за филм, телевизију и радио на Холивудској стази славних.
Женио се осам пута, а прва супруга му је била филмска звезда Ава Гарднер. Имао је деветоро деце и 19 унучади. Иако је зарадио милионе долара током своје богате каријере 1962. је прогласио банкрот због погрешног вођења својих финансија. Пар година пред смрт сведочио је у америчком Конгресу о физичком злостављању од стране неких чланова своје породице.

## Филмографија
| Година | Назив                              |
| ------ | ---------------------------------- |
| 1927   | Orchids and Ermine                 |
| 1932   | The Beast of the City              |
| 1932   | Sin's Pay Day                      |
| 1932   | High Speed                         |
| 1932   | Fast Companions                    |
| 1932   | My Pal, the King                   |
| 1932   | Officer Thirteen                   |
| 1933   | The Big Cage                       |
| 1933   | The Life of Jimmy Dolan            |
| 1933   | The Big Chance                     |
| 1933   | Broadway to Hollywood              |
| 1933   | The Chief                          |
| 1933   | The World Changes                  |
| 1934   | Beloved                            |
| 1934   | The Lost Jungle                    |
| 1934   | I Like It That Way                 |
| 1934   | Manhattan Melodrama                |
| 1934   | Love Birds                         |
| 1934   | Half a Sinner                      |
| 1934   | Hide-Out                           |
| 1934   | Chained                            |
| 1934   | Blind Date                         |
| 1934   | Death on the Diamond               |
| 1935   | The County Chairman                |
| 1935   | Reckless                           |
| 1935   | The Healer                         |
| 1935   | A Midsummer Night's Dream          |
| 1935   | Rendezvous                         |
| 1935   | Ah, Wilderness!                    |
| 1936   | Riffraff                           |
| 1936   | Little Lord Fauntleroy             |
| 1936   | Down the Stretch                   |
| 1936   | The Devil is a Sissy               |
| 1937   | A Family Affair                    |
| 1937   | Captains Courageous                |
| 1937   | Slave Ship                         |
| 1937   | Hoosier Schoolboy                  |
| 1937   | Live, Love and Learn               |
| 1937   | Thoroughbreds Don't Cry            |
| 1937   | You're Only Young Once             |
| 1938   | Love Is a Headache                 |
| 1938   | Judge Hardy's Children             |
| 1938   | Hold That Kiss                     |
| 1938   | Lord Jeff                          |
| 1938   | Love Finds Andy Hardy              |
| 1938   | Boys Town                          |
| 1938   | Stablemates                        |
| 1938   | Out West with the Hardys           |
| 1939   | The Adventures of Huckleberry Finn |
| 1939   | The Hardys Ride High               |
| 1939   | Andy Hardy Gets Spring Fever       |
| 1939   | Babes in Arms                      |
| 1939   | Judge Hardy and Son                |
| 1940   | Young Tom Edison                   |
| 1940   | Andy Hardy Meets Debutante         |
| 1940   | Strike Up the Band                 |
| 1941   | Andy Hardy's Private Secretary     |
| 1941   | Men of Boys Town                   |
| 1941   | Life Begins for Andy Hardy         |
| 1941   | Babes on Broadway                  |
| 1942   | The Courtship of Andy Hardy        |
| 1942   | A Yank at Eton                     |
| 1942   | Andy Hardy's Double Life           |

| Година | Назив                                                           |
| ------ | --------------------------------------------------------------- |
| 1943   | The Human Comedy                                                |
| 1943   | Thousands Cheer                                                 |
| 1943   | Girl Crazy                                                      |
| 1944   | Andy Hardy's Blonde Trouble                                     |
| 1944   | National Velvet                                                 |
| 1946   | Love Laughs at Andy Hardy                                       |
| 1947   | Killer McCoy                                                    |
| 1948   | Summer Holiday                                                  |
| 1948   | Words and Music                                                 |
| 1949   | The Big Wheel                                                   |
| 1950   | Quicksand                                                       |
| 1950   | The Fireball                                                    |
| 1950   | He's a Cockeyed Wonder                                          |
| 1951   | My Outlaw Brother                                               |
| 1951   | The Strip                                                       |
| 1952   | Sound Off                                                       |
| 1953   | Off Limits                                                      |
| 1953   | All Ashore                                                      |
| 1953   | A Slight Case of Larceny                                        |
| 1954   | Drive a Crooked Road                                            |
| 1954   | The Atomic Kid                                                  |
| 1955   | The Bridges at Toko-Ri                                          |
| 1955   | The Twinkle in God's Eye                                        |
| 1956   | The Bold and the Brave                                          |
| 1956   | Francis in the Haunted House                                    |
| 1956   | Magnificent Roughnecks                                          |
| 1957   | Operation Mad Ball                                              |
| 1957   | Baby Face Nelson                                                |
| 1958   | A Nice Little Bank That Should Be Robbed                        |
| 1958   | Andy Hardy Comes Home                                           |
| 1959   | The Big Operator                                                |
| 1959   | The Last Mile                                                   |
| 1960   | Platinum High School                                            |
| 1960   | The Private Lives of Adam and Eve                               |
| 1961   | King of the Roaring 20's – The Story of Arnold Rothstein        |
| 1961   | Breakfast at Tiffany's                                          |
| 1961   | Everything's Ducky                                              |
| 1962   | Requiem for a Heavyweight                                       |
| 1963   | It's a Mad, Mad, Mad, Mad World                                 |
| 1964   | The Secret Invasion                                             |
| 1965   | Twenty-Four Hours to Kill                                       |
| 1965   | How to Stuff a Wild Bikini                                      |
| 1966   | The Devil In Love                                               |
| 1966   | Ambush Bay                                                      |
| 1968   | Skidoo                                                          |
| 1969   | The Extraordinary Seaman                                        |
| 1969   | The Comic                                                       |
| 1969   | 80 Steps to Jonah                                               |
| 1970   | Cockeyed Cowboys of Calico County                               |
| 1970   | Santa Claus Is Comin' to Town - Kris Kringle\Santa Claus (глас) |
| 1971   | Mooch Goes to Hollywood                                         |
| 1971   | The Manipulator                                                 |
| 1972   | Evil Roy Slade                                                  |
| 1972   | Richard                                                         |
| 1972   | Pulp                                                            |
| 1973   | The Godmothers                                                  |
| 1974   | Thunder County                                                  |
| 1974   | Rachel's Man                                                    |
| 1974   | Journey Back to Oz - Scarecrow (глас)                           |
| 1974   | The Year Without a Santa Claus - Santa Claus (глас)             |
| 1975   | Ace of Hearts                                                   |
| 1975   | From Hong Kong with Love                                        |
| 1976   | Find the Lady                                                   |

| Година                                      | Назив                                                       |
| ------------------------------------------- | ----------------------------------------------------------- |
| 1977                                        | The Domino Principle                                        |
| 1977                                        | Pete's Dragon - Lampie                                      |
| 1978                                        | The Magic of Lassie                                         |
| 1979                                        | The Black Stallion                                          |
| 1979                                        | Arabian Adventure                                           |
| 1979                                        | Rudolph and Frosty's Christmas in July - Santa Claus (глас) |
| 1981                                        | The Fox and the Hound - Adult Tod (глас)                    |
| 1981                                        | Bill                                                        |
| 1982                                        | The Emperor of Peru/Odyssey of the Pacific                  |
| 1983                                        | Bill: On His Own                                            |
| 1984                                        | It Came Upon the Midnight Clear                             |
| 1985                                        | The Care Bears Movie (глас)                                 |
| 1986                                        | Lightning, the White Stallion                               |
| 1988                                        | Bluegrass                                                   |
| 1989                                        | Erik the Viking                                             |
| 1989                                        | Little Nemo: Adventures in Slumberland (глас)               |
| 1990                                        | Home For Christmas - Elmer                                  |
| 1991                                        | My Heroes Have Always Been Cowboys                          |
| 1992                                        |                                                             |
| Sweet Justice                               |                                                             |
| Silent Night, Deadly Night 5: The Toy Maker |                                                             |
| Little Nemo: Adventures In Slumberland      |                                                             |
| Maximum Force                               |                                                             |
| 1993                                        | The Legend of Wolf Mountain                                 |
| 1993                                        | The Milky Life                                              |
| 1993                                        | The Magic Voyage (глас)                                     |
| 1994                                        | Revenge of the Red Baron                                    |
| 1994                                        | The Outlaws: The Legend of O.B. Taggart                     |
| 1994                                        | Making Waves                                                |
| 1994                                        | The Gambler Returns: Luck of the Draw - Director            |
| 1995                                        | America: A Call to Greatness                                |
| 1997                                        | Killing Midnight                                            |
| 1998                                        | The Face on the Barroom Floor                               |
| 1998                                        | Animals and the Tollkeeper                                  |
| 1998                                        | Michael Kael vs. the World News Company                     |
| 1998                                        | The Snow Queen (глас)                                       |
| 1998                                        | Sinbad: The Battle of the Dark Knights                      |
| 1998                                        | Babe: Pig in the City - Fugly Floom                         |
| 1999                                        | Holy Hollywood                                              |
| 1999                                        | The First of May                                            |
| 2000                                        | Internet Love                                               |
| 2000                                        | Phantom of the Megaplex                                     |
| 2001                                        | Lady and the Tramp II: Scamp's Adventure - Sparkey (глас)   |
| 2002                                        | Topa Topa Bluffs                                            |
| 2003                                        | Paradise                                                    |
| 2005                                        | Strike the Tent                                             |
| 2005                                        | A Christmas Too Many - Grandpa                              |
| 2006                                        | The Thirsting                                               |
| 2006                                        | To Kill a Mockumentary                                      |
| 2006                                        | Night at the Museum - Gus                                   |
| 2007                                        | The Yesterday Pool                                          |
| 2007                                        | Bamboo Shark                                                |
| 2008                                        | Lost Stallions: The Journey Home                            |
| 2008                                        | A Miser Brothers' Christmas - Santa Claus (глас)            |
| 2009                                        | Night at the Museum: Battle of the Smithsonian - Gus        |
| 2010                                        | Gerald                                                      |
| 2011                                        | The Muppets - Elderly Smalltown Resident                    |
| 2012                                        | Last Will and Embezzlement                                  |
| 2014                                        | Night at the Museum 3 - Gus                                 |